# 普利沃
普利沃（法語：Plivot，法語發音：[plivo]）是法国马恩省的一个市镇，位于该省西部，属于埃佩尔奈区。普利沃是香槟产区的重要部分之一。

## 地理
普利沃（49°1'4"N, 4°4'13"E）面积12.6 平方千米，位于法国大東部大區马恩省，该省份为法国东北部内陆省份，北起阿登省，西北接埃纳省，西南接塞纳-马恩省，南至奥布省，东南接上马恩省，东临默兹省。
与普利沃接壤的市镇（或旧市镇、城区）包括：阿蒂斯、弗拉维尼、莱西斯特尔和比里、瓦里、马恩河畔图尔、阿伊香槟。

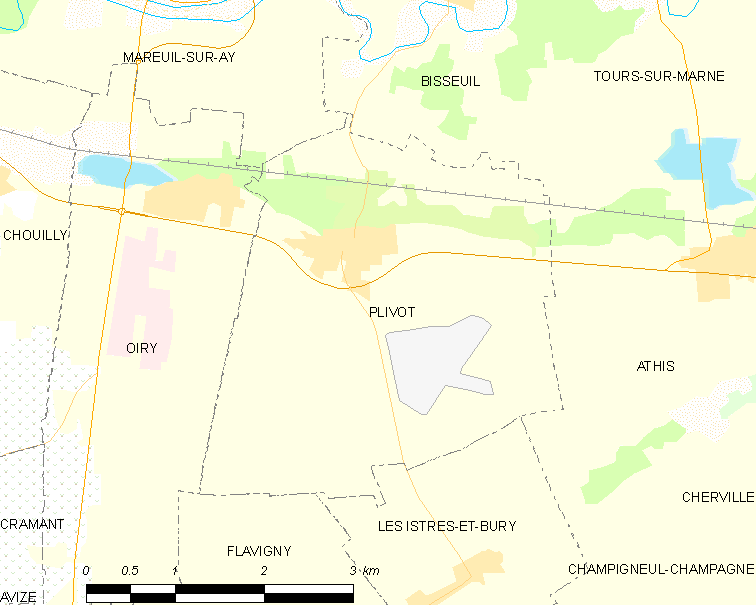
普利沃的OSM定位图

普利沃的时区为UTC+01:00、UTC+02:00（夏令时）。

## 行政
普利沃的邮政编码为51150，INSEE市镇编码为51434。

## 政治
普利沃所属的省级选区为埃佩尔奈第二县。

## 人口

1962-2008年间普利沃人口变化图示

普利沃于2022年1月1日时的人口数量为751人。